# Niżni Jagnięcy Karb
Niżni Jagnięcy Karb (słow. Nižný jahňací zárez) – przełęcz w słowackiej części Tatr Wysokich, położona w grani głównej Tatr. Oddziela od siebie dwie turnie w Grani Townsona, południowo-zachodniej grani Jagnięcego Szczytu: Mały Jagnięcy Kopiniak na południowym zachodzie i Wielki Jagnięcy Kopiniak na północnym wschodzie. Niżni Jagnięcy Karb znajduje się w pobliżu tego ostatniego wzniesienia.
Po zachodniej stronie przełęczy położone jest Bździochowe Korycisko będące odgałęzieniem Doliny Kołowej, a po wschodniej – Dolina Jagnięca, odnoga Doliny Zielonej Kieżmarskiej. Do Doliny Jagnięcej opada z Niżniego Jagnięcego Karbu głęboki żleb, poniżej którego znajduje się stożek piargowy.
Przez Niżni Jagnięcy Karb wiedzie żółto znakowany szlak turystyczny ze schroniska nad Zielonym Stawem Kieżmarskim przez Dolinę Jagnięcą na Jagnięcy Szczyt. Ścieżka prowadzi z Doliny Jagnięcej na Kołowy Przechód i dalej na Wyżni Kołowy Przechód oraz Niżni i Wyżni Jagnięcy Karb, omijając wierzchołki w grani po stronie Bździochowego Koryciska.

## Szlaki turystyczne
– żółty szlak turystyczny o umiarkowanej trudności (kilka miejsc eksponowanych – ubezpieczenia łańcuchami) ze schroniska nad Zielonym Stawem Kieżmarskim na Jagnięcy Szczyt. Czas przejścia: 2:15 h, ↓ 1:35 h